# Barrio La Defensa
Barrio La Defensa es una localidad argentina ubicada en el municipio de Cervantes, Departamento General Roca, Provincia de Río Negro. Se encuentra al Norte del valle de irrigación, 3 km al norte de la cabecera municipal.
El barrio es uno de los más afectados ante lluvias torrenciales en la zona. El barrio se vio beneficiado en 2012 con la llegada del agua potable. Cuenta con una cooperativa que elabora dulces.

## Población
Contó con 209 habitantes (Indec, 2010), lo que representó un incremento del 77% frente a los 118 habitantes (Indec, 2001) del censo anterior.

El censo 2022 registró una población de 434 habitantes que se repartieron entre 221 hombres y 213 mujeres. Sin embargo, las cifras obtenidas fueron estimativas solo teniendo en cuenta a la población en viviendas particulares; es decir, excluyendo del dato a la población institucional y las personas sin hogar. Gracias a este censo también fue posible conocer su densidad y tamaño urbano.
| Evolución demográfica |
|                       |
| INDEC                 |